# Субдукция
Субдукция е процес, при който една тектонска плоча се подпъхва (субдуцира) под друга. Зоните на субдукция са конвергентни граници на литосферните плочи, а самият процес се извършва бавно, като подпъхващата се плоча са придвижва със скорост от няколко сантиметра на година. От реологична гледна точка стабилни субдукционни системи са тези, при които по-плътна океанска тектонска плоча се подпъхва под по-лека континентална тектонска плоча. Съществуват субдукционни зони, в които океанска литосферна кора се подпъхва под друга океанска кора, а също така и примери, макар и значително по-редки на субдуцираща се континентална кора в по-сложни субдукционни системи. Вследствие на субдукцията подпъхващата се плоча се „потапя“ в земната мантия, където високите температури предизвикват постепенно частично топене на коров материал. Продуктите на топене (новобразуваната магма) се издигат, предизвиквайки интензивна вулканична активност в периферните части на „надхлъзващата се“ литосферна плоча. При този процес се формират т. нар. вулкански дъги.
При субдукцията се образуват падините (дълбоководните бразди) в океаните (като например Марианската падина). Със субдукционните зони са свързани и пояси на висока сеизмична активност.